# Culicoides turanicus
Culicoides turanicus är en tvåvingeart som beskrevs av Gutsevich, Smatov och Isimbekov 1971. Culicoides turanicus ingår i släktet Culicoides och familjen svidknott. Inga underarter finns listade i Catalogue of Life.